# Duy Minh Thị
Duy Minh Thị (tiếng Trung: 惟明氏) hoặc Minh Chương Thị (tiếng Trung: 明章氏) là một tác giả nổi bật đầu thời kỳ Pháp thuộc ở Nam Kỳ, Việt Nam.

## Thân thế
Theo một số thông tin, Duy Minh Thị là hậu duệ của người Minh Hương, tên thật là "Trần Quang Quang 陳光光",  nguyên quán huyện Duy Minh (phủ Hoằng Trị, tỉnh Vĩnh Long, nay thuộc tỉnh Bến Tre). Ông có thể là hậu duệ của danh thần triều Nguyễn gốc Minh Hương từng nhiều lần đi sứ Trung Quốc Trịnh Hoài Đức (1765-1825). Theo khảo cứu của Lưu Ngọc Quân, Duy Minh Thị trong lời tựa quyển Nam Kỳ lục tỉnh địa dư chí có gọi Trịnh Hoài Đức là "Tiên công", chứng tỏ Duy Minh Thị là hậu duệ của Trịnh Hoài Đức.
Duy Minh Thị thời trẻ học ở Gia Định, trùng hợp với thời điểm Pháp xâm lược Việt Nam, nhà Nguyễn buộc phải nhượng sáu tỉnh Nam Kỳ cho Pháp. Đối mặt với những kẻ thống trị mới, Duy Minh Thị chọn cách hợp tác với chính quyền thuộc địa. Sau khi học tiếng Pháp, ông được bổ nhiệm làm quan chức của trường thông ngôn Nam Kỳ, chức Kinh lịch (lettré).
Duy Minh Thị sống ở Xóm Dầu tức An Bình, Chợ Lớn. Duy Minh Thị thường thêm vào biệt hiệu ba chữ "Phụng Du Lý" (Xóm Dầu Phộng) và "Gia Định Thành Duy Minh Thị đính chánh".

### Nhóm Duy Minh Thị
Theo tác giả Lại Quảng Nam, do Duy Minh Thị không được sử sách thời Nguyễn nhắc tới tên cho nên hiếm người biết hành tung và tầm vóc của ông. Mãi đến cuối thể kỷ thứ 20, tại Pháp có Lê Sơn Thanh (tức Alexandre Lê), một học trò cũ của cụ Hoàng Xuân Hãn, là người đang làm việc tại Trường Viễn Đông Bác Cổ Pháp tại Paris và cũng là người Việt duy nhất chuyên sâu về nghiên cứu công trình của nhóm Duy Minh Thị.
Nhóm Duy Minh Thị gồm có 10 người. Đa số đều tự xưng bằng biệt hiệu rất có ý nghĩa: Duy Minh là "riêng sáng suốt", Minh Đức là làm cho "tỏ cái đức", Minh Chương là làm cho "sáng tỏ khuôn phép lễ chế".
Thói quen của họ là ghi thêm chữ "thị" hay chữ "hiệu" vào sau cùng . Hăng hái nhất là ba người này: Duy Minh Thị, Minh Chương Thị và Phước Trai tiên sinh.
Họ đã thuê ở Quảng Đông 10 cơ sở khắc ván in sách (tức khoảng 10 nhà xuất bản) đó là: Kim Ngọc Lâu, Cận Vân Đường, Bửu Hoa Các, Thiên Bửu Lâu, Văn Nguơn Đường (Nguơn là Nguyên).
Trong khoảng 30 năm cuối thế kỷ thứ 19 (1870-1899) họ đã công bố được hơn 50 bộ sách. Nhóm này chúng tôi (Nguyễn Tài Cẩn) đặt tên là nhóm DUY MINH THỊ.
Trong nhóm, Duy Minh Thị là người tiêu biểu nhất. Từ năm 1872 đến 1883 ông đều in sách hàng năm. Riêng năm 1874 ông in đến 6 cuốn. Ông thuê đến 6 nhà xuất bản và sơ bộ đã in tính ra được 19 cuốn sách đã được công bố.

## Tác phẩm
Trong thời gian làm việc cho chính quyền thuộc địa, Duy Minh Thị đã biên tập và in ấn nhiều tác phẩm lịch sử, địa lý Việt Nam và văn học Trung Quốc. Bản tiếng Trung của cuốn "Kim Vân Kiều tân truyện" do ông biên tập đã được lưu hành rộng rãi và khen ngợi.
- 《 Kim Vân Kiều tân truyện 》（Nguyễn Du viết, Duy Minh Thị đính chính ）
- 《 Sãi Vải thư tập 》（Nguyễn Cư Trinh viết, Duy Minh Thị đính chính ）
- 《 Chiêu Quân cống Hồ thư 》（Duy Minh Thị soạn ）
- 《 Trần Trá Hôn diễn ca 》（Minh Chương Thị đính chính ）
- 《 Nhị Độ Mai diễn ca 》（Duy Minh Thị đính chính ）
- 《 Lục Vân Tiên truyện 》（Nguyễn Đình Chiểu viết, Duy Minh Thị đính chính ）
- 《 Đại Nam Thực Lục chính biên 》（Duy Minh Thị đính chính ）
  - Trung Quốc, Việt Đông, Phật trấn, Kim Ngọc Lâu, in năm Quý Dậu (1873)
  - Duy Minh Thị là người biên tập lại bản Đại Nam Thực Lục Chính Biên dưới thời vua Tự Đức sau đó đem thuê khắc tại Phật Sơn Trấn, tỉnh Quảng Đông năm 1873. Ông là người đã in nguyên dạng các chữ húy chính của vua Gia Long mà không hề né tránh, không sợ kỵ húy. Năm 1872, xem như Pháp đã chiếm xong Nam kỳ lục tỉnh, và từ đó Nam kỳ lục tỉnh được xem như là vùng đất hải ngoại của người Pháp. Dân Nam kỳ chịu một thể chế riêng từ chính quốc. Do không phải làm quan dưới triều vua Tự Đức, và cũng có thể vua Tự Đức thật sự cầu cạnh; Duy Minh Thị xem mình là một người Tàu vốn được nhiều ưu đãi, nên chả việc gì phải sợ vua quan "An nam". Với công vụ mà vua Tự Đức nhờ cậy, biên tập lại tập sách lịch sử của triều đại nhà Nguyễn, nên Duy Minh Thị có toàn quyền xem tất cả sách vở của các nhân vật trong triều đương đại, từ nhân thân đến sách vở do họ sáng tác khi Duy Minh Thị có nhu cầu làm sách công vụ . Chính vì điều kiện thuận lợi này ông đã có cơ hội tiếp cận với nhiều nguồn sách mà không một người Việt Nam nào khác có thể.[5]
  - Biên niên sử thời Cảnh Hưng đến Gia Long, do người Gia Định Thành là Duy Minh Thị khảo chính, lời tựa viết bởi Lư Gia Lăng 蘆嘉陵 Legrand de la Liraye quan tham biện nước Pháp. Sách viết về chuyện phục quốc từ năm Mậu Tuất 1778 đến Nhâm Tuất 1802 của triều Nguyễn đời Gia Long. Gồm 378 trang, chia làm làm 3 quyển.
- 《 Nam Kỳ Lục Tỉnh địa dư chí 》（Duy Minh Thị viết ）
- 《 Đại Nam quốc sử diễn ca 》（Duy Minh Thị đưa đi khắc in ）
- 《 Nữ tú tài diễn ca 》（Duy Minh Thị soạn ）
- 《 Văn duyên diễn ca 》（Minh chương thị đính chính ）
- 《 Phạm Công Cúc Hoa 》（Minh chương thị đính chính ）

Tác phẩm của Duy Minh Thị có hai đặc điểm nổi bật. Đầu tiên, tác phẩm của ông chủ yếu được khắc in ở thị trấn Phật Sơn, tỉnh Quảng Đông, Trung Quốc, chủ yếu ở ba hiệu sách: Kim Ngọc Lâu, Thiên Bảo Lâu, Bảo Hoa Các. Nguyên nhân chính là do ngành xuất bản ở Nam Kỳ kém phát triển, mà Nam Kỳ thường xuyên trao đổi kinh tế với các vùng ven biển Quảng Đông, Trung Quốc, nên việc khắc in ở Quảng Đông rồi vận chuyển về Nam Kỳ để bán sẽ thuận tiện hơn. Thứ hai, đa phần các sách không đứng tên triều Nguyễn, cũng không tránh các chữ húy kỵ. Nó phản ánh sự thật lịch sử rằng Nam Kỳ đã thoát khỏi ách thống trị của nhà Nguyễn và trở thành thuộc địa của Pháp.